# BWI机场站
BWI机场站（英文站牌：BWI Thurgood Marshall Airport）是美国历史上第一个多式联运车站，位于美国马里兰州林西克姆巴尔的摩/华盛顿瑟古德·马歇尔国际机场西侧约1英里（1.6）处。除美铁东北走廊的城际列车及馬里蘭區域通勤鐵路宾州线的通勤列车停靠，本站和机场间还有免费巴士接驳，并设有其他收费线路前往附近城镇或重要商业区。
尽管巴尔的摩宾夕法尼亚车站是巴尔的摩都会区最主要的城际铁路站，BWI机场站依然有着可观的客流。目前，它是美铁中大西洋地区第六繁忙的车站，仅次于紐約賓夕法尼亞車站、華盛頓聯合車站、费城30街車站、巴爾的摩賓夕法尼亞車站和奥尔巴尼-伦斯勒车站，也是全美第十二繁忙的铁路车站。

## 历史

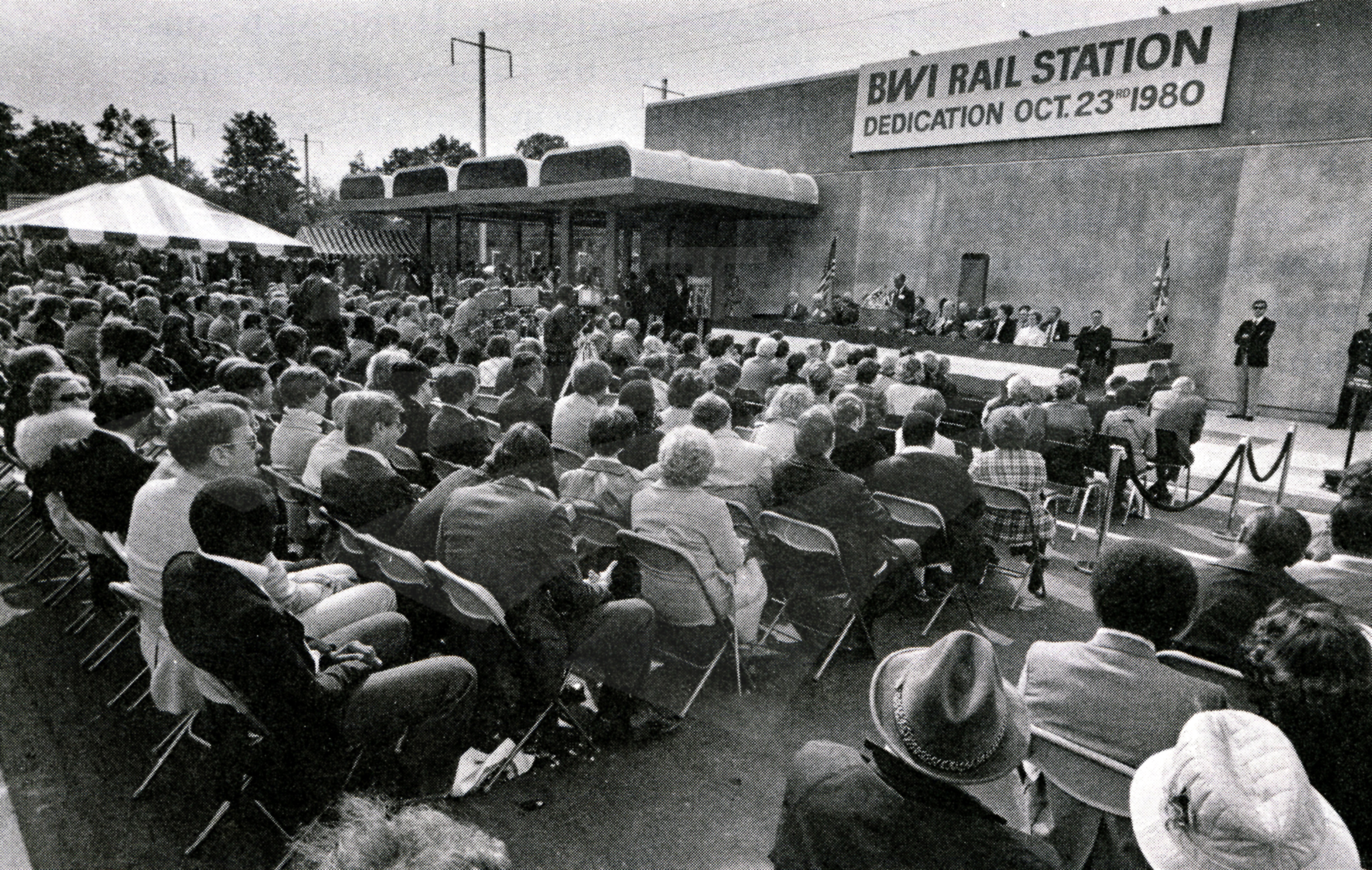
美铁副总裁比尔·诺曼在车站开通仪式上讲话（摄于1980年）

车站的构想最初由一名叫查尔斯·阿德勒的巴尔的摩交通发明家于1964年提出，并于1980年10月23日开通。巧合的是，车站开通时阿德勒刚好去世不久。美铁和聯合鐵路（现MARC）的列车服务于3天后开始。
车站站房设有售票柜台、候车室和商业店铺。1990年代车站新建设有3200车位的停车楼一座，取代了原先位于地面的地车场。供前往华盛顿或巴尔的摩的通勤客流提供停车位，同时还设有巴士总站。
卡罗莱纳人号列车曾于1991年至2004年停靠本站。
2006年至2010年，车站曾对1,050英尺（320）长的高站台进行翻新及延长工程。新站台采用拼装混凝土，设有指示牌、照明、候车室、风雨棚等设施。

### 扩建

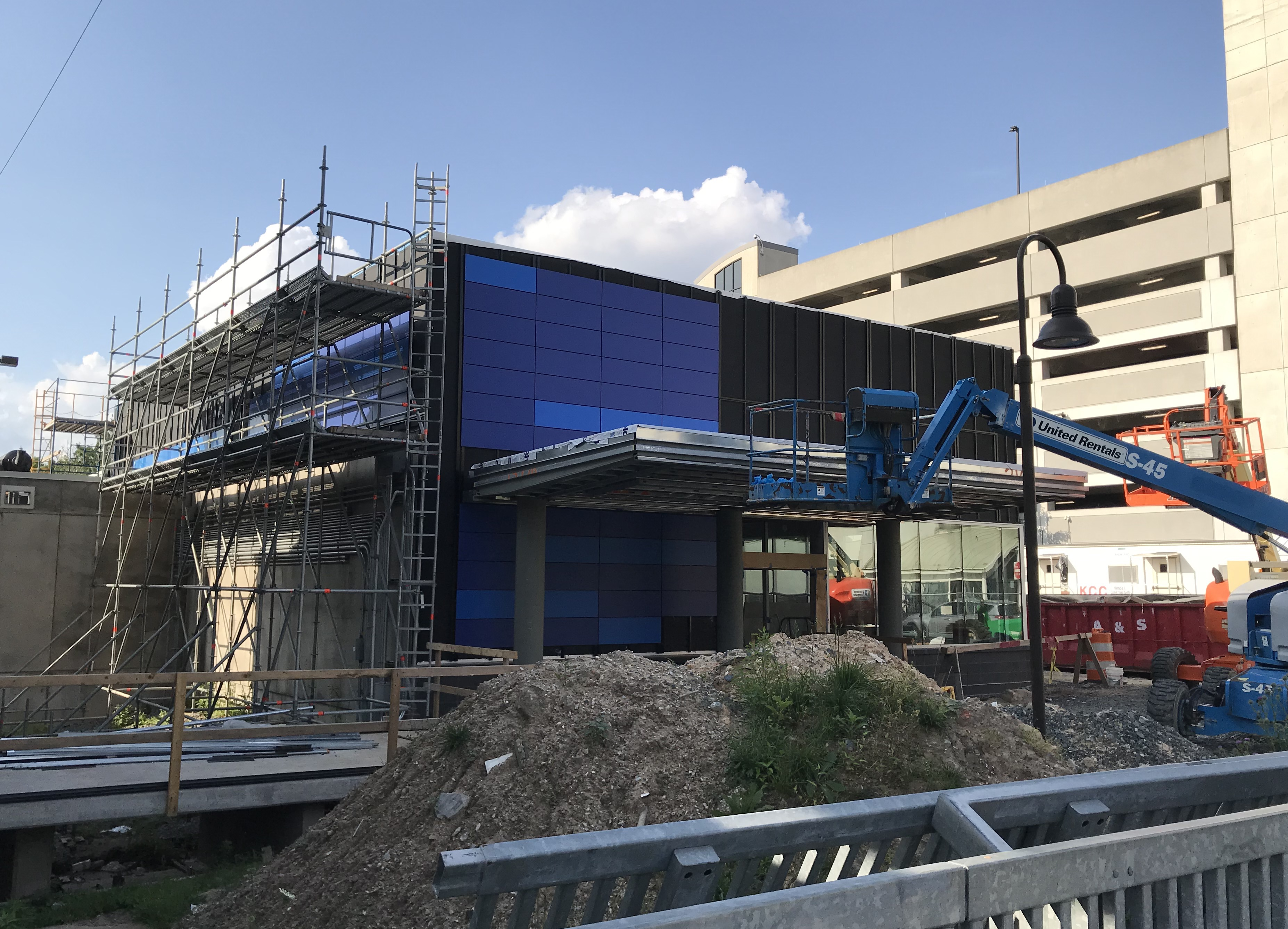
改造中的站房（摄于2019年6月）

2010年，车站筹资940万美元用作新站房及第四轨工程设计的经费，而建设资金预计将耗费8000万至一亿美元。马里兰州交通部为此于2011年申请了3亿美元的联邦资助，但未获批准。聯邦鐵路管理局于2016年2月发布了结果为“无显著环境影响”环境评估，为集资问题解决后的施工扫清了道路。项目还包括一条长9.4英里（15.1）的第四轨，预计耗资6亿美元。
2018年8月27日，马里兰州交通部开始了耗资470万美元的新站房建设工程，在新站房建设期间老站房仍将继续使用。新站房于2019年10月启用，剪彩仪式则于12月进行。然而改建工程并没有包含天桥（产权隶属于美铁，长期存在漏水问题），亦没有在车站提供无线网络服务。随后，马里兰州公共交通管理局回应称其所有管辖的车站不会提供无线网络服务，但其正与美铁协商天桥维修事宜。

## 车站结构

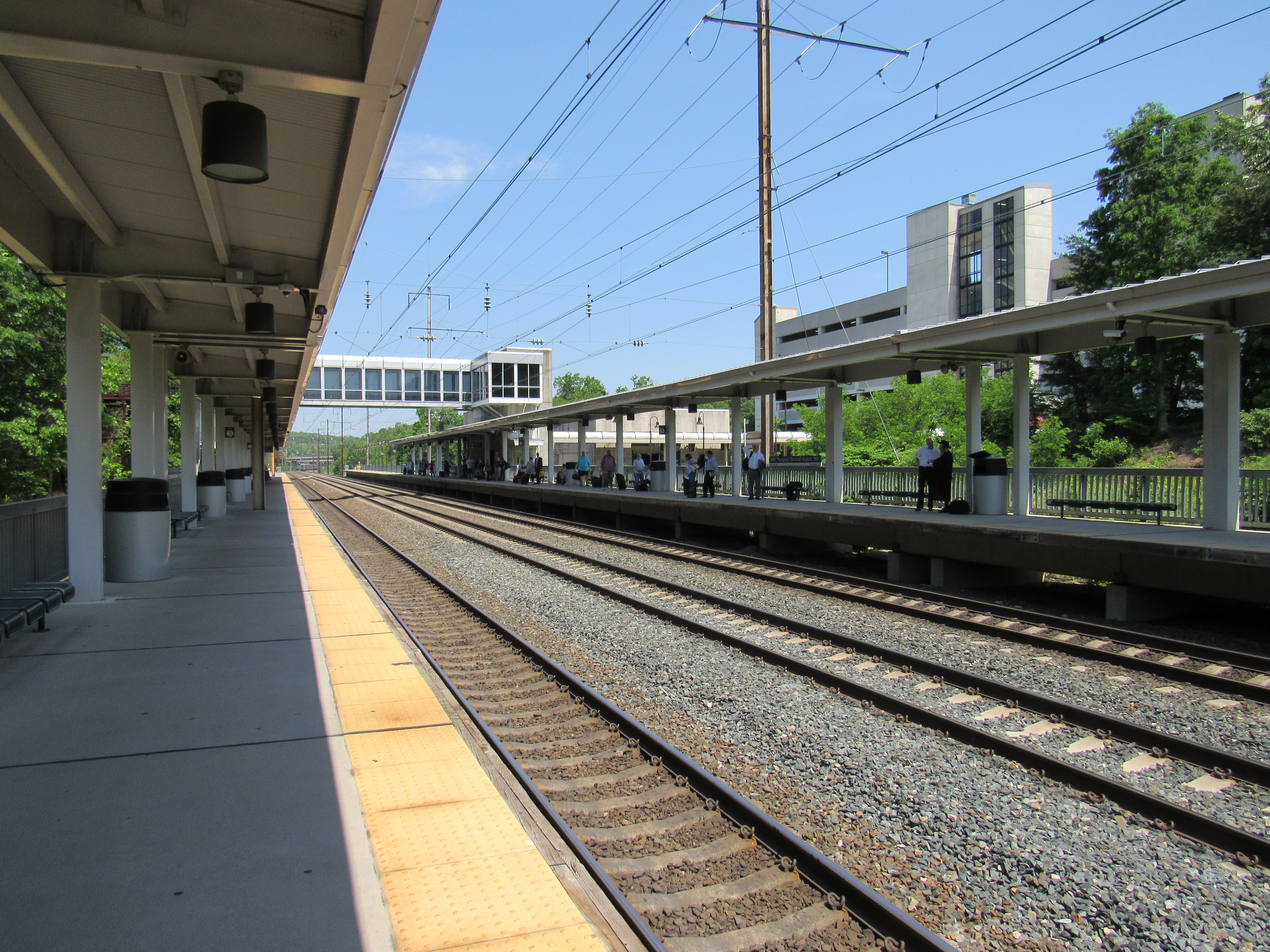
车站站台

BWI机场站是美铁东北走廊的一部分，旗下部分线路，如阿西乐特快、东北区域号、佛蒙特人号和帕尔梅托号列车均有车次在此停靠。通勤铁路，如马里兰区域通勤铁路宾州线，也在此提供旅客业务。与美铁其它站点不同之处在于本站不设有行李托运服务，这也造成该站成为美铁系统内最繁忙的无托运服务车站。
| M      |          | 天桥 |
| P 站台 | 侧式站台 | 侧式站台                                                                                                 |
| P 站台 | 3道      | ← ■賓州線往华盛顿 （奧登頓） ← ■美鐵东北区域号等南下列车往华盛顿 （新卡羅頓）                            |
| P 站台 | 2道      | ← 不停站列车 →                                                                                           |
| P 站台 | 1道      | ← ■美鐵东北区域号等北上列车往纽约/波士顿方向（巴爾的摩） → → ■賓州線往巴爾的摩賓、佩利維爾（黑爾索普） → |
| P 站台 | 侧式站台 | |
| G      | 地面     | 进出口、接驳车、停车场                                                                                   |

## 接驳交通

### 大众交通

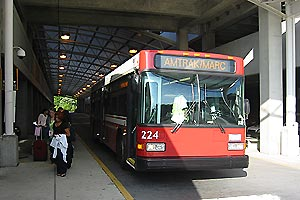
接驳车停靠位于停车楼的巴士总站

- 机场巴士：连接车站和BWI机场航站楼（航站楼旁设有巴尔的摩轻轨BWI機場站）
- 马里兰州公共交通管理局：75路、201路
- 马里兰州中部地区公共交通局：501路
- UMBC公共交通（英语：UMBC Transit）
- BayRunner Shuttle
- County Connector

### 行人和自行车
- BWI单车径（英语：Airport Loop#BWI Trail）：环绕巴尔的摩机场的单车径途径车站[18]
- 车站设有行人径连接车站西侧的办公园区，包括马里兰州交通部总部